# 巴拉圭奥林匹克委员会
巴拉圭奥林匹克委员会（西班牙語：Comité Olímpico Paraguayo，IOC编码：PAR）是代表巴拉圭的国家奥林匹克委员会。巴拉圭奥林匹克委员会成立于1970年，并于同年获得国际奥林匹克委员会的认可。该组织也是泛美体育组织的成员。

## 外部连结
- 官方网站 （西班牙文）